# Ázerbájdžánská Wikipedie

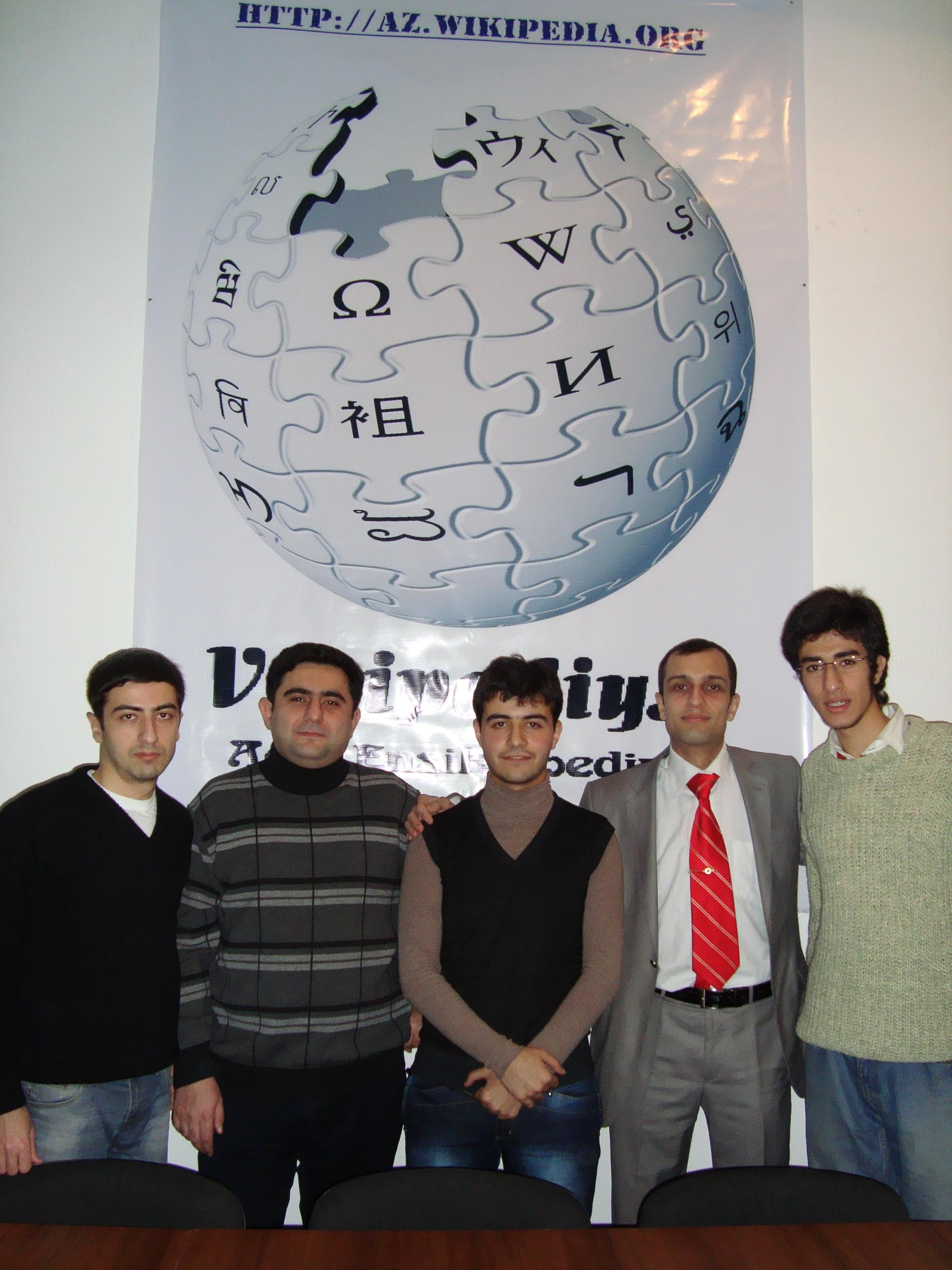
První setkání ázerbájdžánských wikipedistů v Baku 6. prosince 2009

Ázerbájdžánská Wikipedie (ázerbájdžánsky Azərbaycan Vikipediyası) je jazyková verze Wikipedie v ázerbájdžánštině. Její provoz byl zahájen v lednu 2004. V lednu 2022 obsahovala přes 181 000 článků a pracovalo pro ni 16 správců. Registrováno bylo přes 237 000 uživatelů, z nichž bylo asi 900 aktivních. V počtu článků byla 51. největší Wikipedie.